# Gerrit Vlaskamp

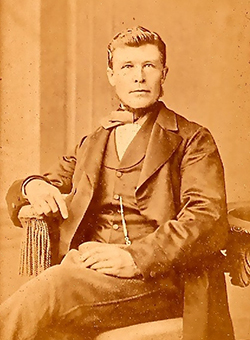

Gerrit Vlaskamp (Dokkum, 1 januari 1834 - Hardegarijp, 12 juni 1906) was een Nederlandse tuinarchitect. Hij ontwierp tuinen en parken in de provincies Groningen en Friesland.

## Biografie
Vlaskamp werd in 1834 geboren als zoon van de tuinman en hovenier Lambertus Vlaskamp (1807-1854) en Antje Eilderts Klaver (1807-1869). Vlaskamp wordt gezien als de onofficiele opvolger van landschapsarchitect Lucas Pieters Roodbaard, echter was de familie Vlaskamp reeds langere tijd actief in Friesland dan Roodbaard. Hij begon als tuinarchitect, pas later in zijn leven ontwierp hij ook parken. Hij hield erg van kleurtegenstellingen en nieuwe, exotische planten. Zijn ontwerpen zijn kleinschaliger dan die van Lucas Roodbaard. Typerend voor Vlaskamp zijn slingerende paden en perken in sierlijke vormen.  In de ontwerpen van zijn parken zette hij de late Engelse landschapsstijl voort. Vlaskamp ontwierp ruim 360 parken en tuinen, bijna uitsluitend in de provincies Groningen en Friesland.
Vlaskamp bleef ongehuwd. Hij overleed in juni 1906 op 72-jarige leeftijd in Hardegarijp.

## Hernieuwde belangstelling voor Vlaskamp
Sinds 2010 is er sprake van een herontdekking van het werk van Vlaskamp. De provincie Friesland, Landschapsbeheer Friesland en het Fries Museum werkten samen om een inventarisatie te maken van door Vlaskamp ontworpen tuinen, met name van de tuinen die geheel of gedeeltelijk in oorspronkelijke staat bewaard waren gebleven. Het kenniscentrum Landschap van de Rijksuniversiteit Groningen  stelde na een inventarisatie dat nog 34% van de Vlaskamptuinen als zodanig herkenbaar is. 
Inmiddels worden Vlaskamptuinen ook gerestaureerd, bijvoorbeeld rond de Stinze Stiens. In 2019 werd rondom Bennema State in Hardegarijp een door Vlaskamp aangelegde tuin in oorspronkelijke staat hersteld.
Aly van der Mark, getrouwd met een verre verwant van Vlaskamp, publiceerde in 2013 het boek Prieel op de heuvel' waarin zij zes generaties Vlaskamp beschreef, en in 2014 de biografie 'G Vlaskamp, de onbekende achter bekende werken'. In het Fries Museum  was in 2014 een tentoonstelling over Vlaskamp getiteld 'De vergeten tuinen van Gerrit Vlaskamp'. Er is ook een documentaire over hem gemaakt.

## Ontwerpen

### Parken

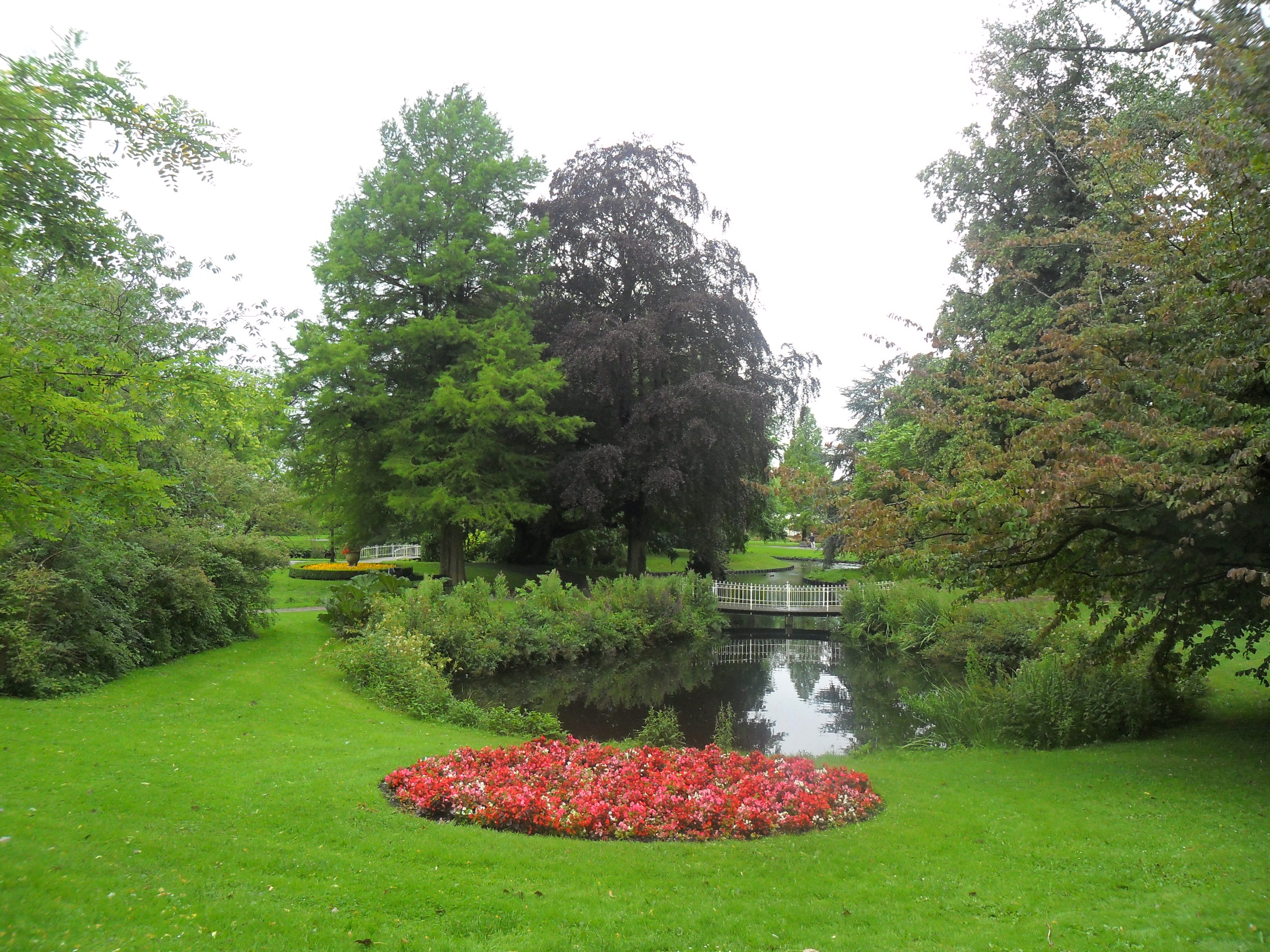
Wilhelminapark in Sneek

- Sneek: zijn belangrijkste werk was de aanleg van het Wilhelminapark in 1898. Sneek stond toen bekend als stenigste stad van Friesland. Er staat een beeld van Wilhelmina in het park en een oude klimboom, waarvan de omtrek ruim 5,5 meter is.
- Grouw: dit Wilhelminapark werd in 1895/6 aangelegd. Eigenaar was de voormalige gemeente Boornsterhem. Er zijn veel dieren. 
 Pleatslik Belang heeft in 2010 toestemming gekregen het zwaar verwaarloosde park te renoveren en te restaureren en heeft in 2012 de Stichting Wilhelminapark Grou opgericht om e.e.a. te ondersteunen.
- Leeuwarden: in 1872 ontwierp hij het Westerpark, ook wel het Vosseparkje genoemd. De gemeente Leeuwarden had aan de Westersingel een stuk grond gekocht en daar een drinkwatervijver gegraven en Vlaskamp mocht daar een park omheen aanleggen. De grond die uit de vijver was gekomen werd gebruikt om er een glooiend landschap van te maken.
- Groningen: mogelijk Park Groenestein in opdracht van Onno Joost Quintus.[1]

### Tuinen (selectie)
- Aalsum: de tuin van Bolstienpleatsm tegenwoordig een bed and breakfast
- Assen: tuin voor Johanna Gesina van Roijen-Sluis (1837-1876), de weduwe van Hendricus Nicolaus van Roijen (1831-1874), burgemeester van Ambt-Hardenberg. Na zijn overlijden verhuisde zijn weduwe terug naar Assen, waar Vlaskamp in 1876 een tuin voor haar ontwierp. Zij overleed kort nadat de tuin klaar was. Het huis werd later het sanatorium van dr. Groenewegen. Dit was de enige tuin die Vlaskamp buiten Groningen en Friesland ontwierp.
- Beetsterzwaag: de tuin van Fockensstate; Roodbaard maakte al een tekening voor die tuin in 1835, maar 20 jaar later mocht Vlaskamp een ontwerp maken en uitvoeren.
- Bergum: plantsoen bij het gemeentehuis
- Bozum: de tuin van de pastorie. Na Vlaskamp's overlijden werd er ook een grote vijver aangelegd.
- De Folgeren bij Drachten: de tuin van Bernardus Dorhout bij huis Vreewijk
- Drachten: Vreewijk (villatuin in 1869)
- Dronrijp: de tuin van Potter van Loon (1876), de tuin van Osinga State (±1875) en minstens 2 andere tuinen
- Groningen: tuin bij de villa van de familie Feith
- Grouw: kerkterrein
- Kantens: Siewertsmaheerd (1874), waar toen Grietje Uildersma en Jan Onnes Wieringa woonden.
- Mantgum: de tuin van Kornelis Velstra (hij werd later burgemeester), de tuin van het burgemeestershuis, de tuin voor de kerkeraad
- Sint Annaparochie: tuin met boomgaard om de villa van Arjen Pieters Wassenaar (1875-1936)
- Spannum: de tuin van de meisjeskostschool, die van 1876-1905 bestond
- Tietjerksteradeel: de tuin van het gemeentehuis
- Stiens: de tuin van het doktershuis, deze werd gerestaureerd.

## Externe bronnen
- Documentaire 'De vergeten tuinen van Gerrit Vlaskamp' (Fryslân Dok)
- Website over Gerrit Vlaskamp
- Interactieve kaart met informatie over door Universiteit Groningen onderzochte Vlaskamptuinen.

- Gemeinsame Normdatei: 1054411077
- International Standard Name Identifier: 0000 0004 3658 153X
- Library of Congress Control Number: no2015008790
- Nederlandse Thesaurus van Auteursnamen: 374750920
- Virtual International Authority File: 310508642
- WorldCat: E39PBJm4RKjMJddPV3dGDm9v73